# Poeta laureatus
Poeta laureatus er latin for en "laurbærkronet digter".
Allerede i Grækenland, vistnok oprindelig ved
nationallegene, opstod den skik at krone
digterne; den blev ført videre af romerne og
efterlignet i det 12. århundrede af de tysk-romerske kejsere,
men gik så af brug.
Skikken blev fornyet i Italien i det 14. århundrede,
således blev Petrarca kronet på
Kapitol påskedag 1341. Skikken blev genoptaget af
de tyske kejsere, men mistede efterhånden betydning.
I England blev siden Edvard 4.'s tid (†1483) poet laureate
en slags lønnet stilling ved hoffet, hvis
ihændehaver skulle digte oder til kongernes
fødselsdage eller forherlige deres sejre.
Det ophørte med Georg 3. (†1820), men titlen er
blevet tilbage som en æresbevisning for betydelige digtere;
William Wordsworth, Alfred Tennyson og Ted Hughes har således haft den.